# Ezel (tuinbouwvoertuig)

Ezel - Fotocollectie - 't Grom

Ezel - Fotocollectie - 't Grom

De ezel is een eenvoudig tuinbouwvoertuig dat in de jaren 50-60 van de twintigste eeuw door Alfons Van den Eynde was ontwikkeld. Het moest het paard vervangen om door de karakteristieke gewenten van de Mechelse groentestreek te rijden. Het diende vooral voor het vervoer van bloemkool, maar werd ook voor andere doeleinden gebruikt.
De ezel is een eenvoudige versie van de kat, een robuuster tuinbouwvoertuig waarmee tevens over de openbare weg gereden mag worden.

## Oorsprong naam
Ene tuinbouwer Van Camp zou Van den Eynde gevraagd hebben om ter vervanging van zijn paard een soort van grote kruiwagen aangedreven door een motor te ontwikkelen. Dit voertuig moest dienen om de groenten van het land te halen. Omdat het resultaat veel trager was dan een paard zou de man al schertsend "Da's mijnen ezel" uitgeroepen hebben. Ezel werd het merknaam van dit voertuig.

## Functie
De ezel dient om door de voren van de velden met gewenten (verhoogde groentebedden) in de Mechelse groentestreek te kunnen rijden en groente (meestal bloemkool) te vervoeren.
De voren in de Mechelse groentestreek liggen typisch van hart-tot-hart op 1.8 meter en de spoorbreedte van de ezel is daar op afgestemd. De wielen zijn groot genoeg om te zorgen dat het voertuig zich op voldoende hoogte boven de bedden verplaatst. De spoorbreedte en wielgrootte zorgen er daarom voor dat er minimaal schade aan de bedden en groente ontstaat.
Het laadvlak dient vooral om geoogste bloemkolen, al dan niet in bakken verzameld, te vervoeren. Omdat het werk van de ezel zelden rechttoe rechtaan is, is het laadvlak van de ezel zodanig met het chassis verbonden dat het min om meer horizontaal blijft als het achterste wielstel deels in een voor en deels op een gewent rijdt.

## Beschrijving
De ezel is een eenvoudige en goedkopere versie van de kat: het is een vierwielige tractor waarbij de chauffeur op een stoeltje voor de laadbak zit. De ezel heeft alleen voorwielaandrijving. De luchtbanden van de voorste wielen hebben ribben, in tegenstelling tot de eenvoudigere achterwielen. De motor, waarvan de eerste versie de motor van een freesmachine was, is minder sterk dan die van de kat. Terwijl de twee trekkende wielen vooraan niet van vering voorzien zijn, zorgt een balancerende vering achteraan, in combinatie met hoge wielen en brede assen van 1,70 meter, dat het laadvlak steeds horizontaal blijft, ook al rijdt één achterwiel op een gewent en het andere in een voor. Verder beschikt de ezel over een ingenieus systeem om extra traag te kunnen rijden bij het aan- en afvoeren van de groente op het veld.
|             | Ezel                                         | Kat                                                           |
| ----------- | -------------------------------------------- | ------------------------------------------------------------- |
| Asbreedte   | 1,7 meter                                    | 1,8 meter                                                     |
| Motor       | Oorspronkelijk motor van freesmachine        | Oorspronkelijk motor van oude mercedes                        |
| Aandrijving | Voorwielaandrijving                          | Aandrijving aan alle wielen, met mogelijkheid van omschakelen |
| Sturing     | Sturing alleen met voorwielen                | Sturing met voor en/of achterwielen mogelijk                  |
| Laadbak     | Vast                                         | Kantel- en schuifbaar                                         |
| Weglicentie | Geen, mag alleen op het land gebruikt worden | PVG Weglicentie                                               |

## Ontstaansgeschiedenis

Ezel - Fotocollectie - 't Grom

De ezel en de kat zijn ontwikkeld door Alfons Van den Eynde, beter bekend als Fonne van de smed, een uitvinder binnen een familie van ijzersmeden te Sint-Katelijne-Waver.
In 1947 of 1948 ontwierp Van den Eynde op vraag van ene M. Bernaerts een kleine, vierwielige trekker. Het laadvlak stond boven de vier te kleine wielen, afkomstig uit een Engelse legerjeep, afgedankt na de oorlog. Vier goed zichtbare aandrijfkettingen vertrokken er verticaal naar de wielen. Ze waren samen met de kamwielen uit een boot gehaald. Deze eerste trekker had zeer lage versnellingen. Het bleef bij dit ene exemplaar.
Van den Eynde ontwierp in 1949 voor tuinder G. Goris een nieuwe en grotere trekker. Het was een spectaculaire machine die werd gebruikt voor diverse doeleinden. Wegens zijn grote kracht gebruikten sommige hoveniers deze voertuig om te ploegen. Het voertuig kon zeer traag rijden, wat praktisch was bij onder andere de oogst van bloemkolen op het veld: de tuinder kon de kat zonder bestuurder laten rijden terwijl op het land werd gewerkt.

Ezel - Fotocollectie - 't Grom

Deze voertuig was de eerste tractor die in de Mechelse groentestreek in volle grond werd gebruikt, want tot dan waren de hoveniers ervan overtuigd dat een tractor voor de typische Mechelse tuinbouw op bedden onbruikbaar was. De tractor met kleine wielen, doch hoog van de grond was nu aangepast aan de velden met gewenten en voren. De trekker reed alleen in de voren zodat er geen schade werd berokkend aan de grondstructuur van de gewenten.
In de negentienvijftiger jaren begon Van den Eynde op verzoek van tuinbouwer Neel Van Camp uit Bonheiden aan de ontwikkeling van weer een nieuwe versie. Om zijn paard te vervangen wilde Van Camp een soort grote kruiwagen aangedreven door de motor van een freesmachine. Het voertuig moest dienen om de groenten van het land te halen. Het resultaat was een eenvoudiger model dan zijn voorgangers, toegespitst op het doel waarvoor het gevraagd was. Omdat deze trekker veel trager was dan een paard zou Van Camp al schertsend "Da's mijnen ezel" uitgeroepen hebben. Dat werd sindsdien in de volksmond de benaming voor zowel de eenvoudige en zwaardere versie van deze trekker.
Terwijl deze trekkers door verscheidene constructeurs vervaardigd werden, sleutelde Van den Eynde verder en kwam hij tot een nog sterker voertuig met allerlei onderdelen die hij vond op het autokerkhof van zijn broer. Zo was de laatste versie uitgerust met een tweecilinder of met een Amerikaanse viercilindermotor (merk "Lister", uit de staat Wisconsin). Het was een voertuig met vierwielaandrijving waarmee men alles kon vervoeren (zoals mest en grotere lasten), ploegen en waarmee een beerpomp in gang gezet kon worden.
De tuinders bleven met deze versie niet alleen op het land en moest er een vergunning komen om op de openbare weg te kunnen rijden. Toen de Belgische ministerie van Verkeerswezen een PVG uitgaf, werd het voertuig de merknaam Kat gegeven, als afkorting van Katelijne, omdat de fabrikant het woord ezel misplaatst zou vinden.
Sindsdien werd de benaming 'ezel' uitsluitend voor de eenvoudige versie en de 'kat' voor de zware versie gebruikt. In Sint-Katelijne-Waver reden hovenierskinderen al op zeer jonge leeftijd met de kat en ezel. Chauffeurs van tien jaar en jonger waren geen uitzondering.

## Ontvangst bij het publiek

Ezel - Fotocollectie - 't Grom

De ezel kende een zeer groot succes bij de hoveniers. Hun kinderen reden al op zeer jonge leeftijd met de ezel: chauffeurs van tien jaar en jonger op het bedrijf waren geen uitzondering.
De paardenhandelaren waren minder enthousiast over deze uitvinding.
Anno 1995 was door het courante gebruik ervan "den ezel" een begrip in Sint-Katelijne-Waver. Er zouden destijds veel minder échte langoren dan dit soort trekkers in de omgeving zijn. Buitenstaanders keken raar op bij het praten over een "ezel die van Voor trekt".
Met de komst van de veelzijdige fiattractor (niet te verwarren met de oudere Fiat 702) echter zijn de ezels en katten langzaamaan uit het straatbeeld verdwenen. Anno 2010 zijn er nog enkele ezels in bezit van oudere tuinders, omdat dit het laatste voorwerp is dat zij weg zouden doen. Ook de Koninklijke Heemkring Het Molenijzer te Putte heeft exemplaren van de ezel en de kat, die tentoongesteld zijn in het Groentemuseum 't Grom van Sint-Katelijne-Waver.